# محمد بن خليفة بن حمد آل خليفة
الشيخ محمد بن خليفة بن حمد آل خليفة (مواليد 1937) عسكري بحريني سابق ، نائب رئيس مجلس العائلة الحاكمة منذ 22 مايو 2004 ، وهو أول وزير داخلية في مملكة البحرين وهو الإبن الأكبر للشيخ خليفة بن حمد آل خليفة شقيق الشيخ سلمان بن حمد آل خليفة حاكم البحرين الأسبق. 

## حياته
ولد الشيخ محمد بن خليفة سنة 1937 ووالده هو الشيخ خليفة بن حمد ال خليفة، درس في أكاديمية ساندهيرست العسكرية الملكية. عين مديرا لأدارة الهجرة والجوازات سنة 1966. عين نائبا للمدير العام لأدارة الشرطة والأمن العام سنة 1970 واستمر في المنصب حتى 15 ديسمبر 1973.
في 15 ديسمبر 1973 أصدر الشيخ عيسى بن سلمان آل خليفة أمير دولة البحرين مرسوماً بتشكيل الحكومة حيث عُين وزيراً للداخلية واستمر في المنصب حتى 22 مايو 2004. 
وفي 22 مايو 2004 أصدر الملك حمد بن عيسى آل خليفة ملك مملكة البحرين أمر ملكي بتعينه نائباً لرئيس مجلس العائلة الحاكمة

## حياته العائلية
متزوج من الشيخة منيرة بنت علي ال خليفة وله من الأبناء والبنات :
- الشيخ فواز بن محمد (مواليد 1965)
- الشيخ طلال بن محمد (مواليد 1972)
- الشيخة لمياء بنت محمد
- الشيخة أماني بنت محمد